# マイコン・ペレイラ・ロケ
マイコン・ペレイラ・ロケ（Maicon Pereira Roque、1988年9月14日 - ）は、ブラジル・サンパウロ出身のサッカー選手。サントスFC所属。ポジションはDF（センターバック）。

## 経歴
クルゼイロECでプロデビューし、2008年1月にADカボフリエンセに移籍した。2008年5月にポルトガル・プリメイラ・リーガのCDナシオナルに移籍した。8月24日の第1節レイショエスSC戦でデビューし、そこから11試合連続でフル出場した。初の海外移籍ながら、2008-09シーズンは28試合（うち先発25試合）に出場し、4位でのUEFAカップ出場権獲得に貢献した。タッサ・デ・ポルトガルではSCブラガなどに勝利して準決勝に進出したが、準決勝のFCパソス・デ・フェレイラ戦・2ndレグのアディショナルタイムにPKを許して2試合合計4-5で敗れた。
2009年6月4日、リーグ4連覇中のFCポルトに5年契約移籍した。110万ユーロでクルゼイロECから所有権の50%を買い取ったとされる。2012年3月2日、リーグ優勝を争うライバルのSLベンフィカ戦 (3-2) ではフリーキックに頭で合わせて決勝点を挙げた。ポルトでは公式戦189試合試合に出場してリーグ3連覇に貢献した。
2016年2月にサンパウロFCにレンタル移籍しブラジル復帰を果たした。
2017年6月30日、ガラタサライSKへ4年契約で完全移籍。移籍金は700万ユーロ。
2019年2月4日、アル・ナスルに2019-20シーズン終了までのレンタル移籍。

## タイトル

### クラブ
FCポルト
- スーペル・リーガ (3)：2010-11、2011-12、2012-13
- タッサ・デ・ポルトガル (1)：2009-10
- スーペルタッサ・カンディド・デ・オリベイラ (4)：2009、2010、2012、2013
- UEFAヨーロッパリーグ (1)：2010-11

ガラタサライSK
- スュペル・リグ (1)：2017-18